# Zhuge
Zhuge (kinesiska: 朱阁, 朱阁乡) är en socken i Kina. Den ligger i provinsen Henan, i den centrala delen av landet, omkring 65 kilometer söder om provinshuvudstaden Zhengzhou. Antalet invånare är 38770. Befolkningen består av 18 705 kvinnor och 20 065 män. Barn under 15 år utgör 19,0 %, vuxna 15-64 år 69 %, och äldre över 65 år 10,0 %.
Genomsnittlig årsnederbörd är 710 millimeter. Den regnigaste månaden är juli, med i genomsnitt 149 mm nederbörd, och den torraste är januari, med 4 mm nederbörd.